# Estação Ferroviária de Maia
A estação ferroviária de Maia, originalmente denominada de Barreiros, foi uma antiga infra-estrutura da Linha de Guimarães, que servia a localidade e o concelho da Maia, no Distrito do Porto, em Portugal.

## História

### Inauguração e funcionamento

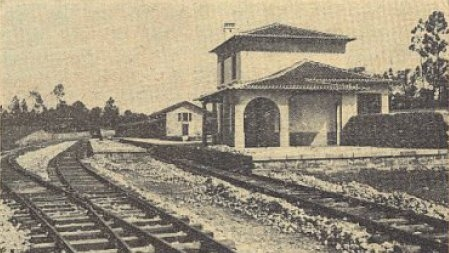
Estação de Barreiros, durante as obras de construção.

A estação da Maia faz parte do lanço entre Senhora da Hora e Trofa da Linha de Guimarães, que foi inaugurada em 14 de Março de 1932, e entrou ao serviço no dia seguinte. Foi uma das paragens do comboio inaugural, que foi recebido na gare pelos bombeiros voluntários da Maia, que serviram de guarda de honra, e a sua banda de música, e por muita população. Foi inaugurada com o nome de Barreiros, prestando nessa altura serviço completo, nos regimes de grande e pequena velocidades. Com a abertura da via férrea, foram facilitadas as comunicações entre a Maia e a cidade do Porto, fazendo daquela localidade um dos arrabaldes da capital do norte.
Em 1984, era utilizada por serviços regionais e tranvias.

### Encerramento e adaptação ao Metro do Porto
Em 24 de Fevereiro de 2002, foi encerrado o troço entre a Senhora da Hora e Trofa, para ser posteriormente substituído pelo Metro do Porto.
O troço da Linha C do Metro do Porto entre a Senhora da Hora e o Fórum da Maia foi aberto à exploração em 30 de Julho de 2005. Contudo, na zona da Maia, a Linha C não aproveita o canal da antiga Linha de Guimarães, seguindo em vez disso por um canal construído de raiz que passa mais próximo do centro da localidade. No total, cerca de 3 km do canal da antiga Linha de Guimarães na zona da Maia não foram aproveitados para a Linha C do Metro do Porto, troço no qual se insere a antiga estação ferroviária da Maia. Após o encerramento da Linha de Guimarães, o antigo edifício da estação da Maia tornou-se a sede da Associação de Solidariedade Social Enigma, que prestava serviços educativos para crianças de necessidades especiais, principalmente autistas. No entanto, em 2010 a Câmara Municipal da Maia, em associação com a empresa Rede Ferroviária Nacional, estavam a planear a reutilização do edifício como um bar, no âmbito da reconversão da antiga via férrea numa ciclovia, decisão que provocou protestos por parte dos pais dos alunos daquela instituição.
Em 13 de julho de 2015 foi inaugurado o primeiro troço da ciclovia construída no canal desativado da antiga Linha de Guimarães, um projeto chamado Ecocaminho da Maia. O primeiro troço, no qual se insere a antiga estação ferroviária da Maia, iniciava-se no extremo sul do troço desativado da Linha de Guimarães (Via Periférica, no lugar de Souto) e terminava nas Vias Paralelas (no lugar de Brandinhães), tendo um comprimento de 1,8 km. O segundo e último troço da ciclovia, os 1,5 km entre as Vias Paralelas e Mandim (local onde a Linha C volta a aproveitar o canal da antiga Linha de Guimarães) foi inaugurado em 16 de fevereiro de 2019, criando assim uma ciclovia com 3,3 km.